# Léguillac-de-l'Auche
Léguillac-de-l'Auche est une commune française située dans le département de la Dordogne, en région Nouvelle-Aquitaine.

## Géographie

### Généralités
En Périgord central, la commune de Léguillac-de-l'Auche est arrosée par le Jouis, un affluent de l'Isle. Elle fait partie de l'aire d'attraction de Périgueux.
Le bourg de Léguillac-de-l'Auche, implanté cinq kilomètres au nord-ouest de Saint-Astier et douze kilomètres à l'ouest de Périgueux, reste à l'écart des routes principales. Cependant, la commune est bordée par les routes départementales 3, 43 et 103.
Un tronçon commun aux sentiers de grande randonnée GR 646 et GR 361 parcourt le territoire communal sur environ sept kilomètres, du nord-est au sud-ouest entre Mensignac et Saint-Astier.

### Communes limitrophes
Léguillac-de-l'Auche est limitrophe de quatre autres communes. Au sud, le territoire de Montrem est distant d'environ 250 mètres.
|               | Mensignac            |                     |
| Saint-Aquilin | Léguillac-de-l'Auche | Annesse-et-Beaulieu |
|               | Saint-Astier         |                     |

### Géologie et relief

#### Géologie
Situé sur la plaque nord du Bassin aquitain et bordé à son extrémité nord-est par une frange du Massif central, le département de la Dordogne présente une grande diversité géologique. Les terrains sont disposés en profondeur en strates régulières, témoins d'une sédimentation sur cette ancienne plate-forme marine. Le département peut ainsi être découpé sur le plan géologique en quatre gradins différenciés selon leur âge géologique. Léguillac-de-l'Auche est située dans le troisième gradin à partir du nord-est, un plateau formé de calcaires hétérogènes du Crétacé.
Les couches affleurantes sur le territoire communal sont constituées de formations superficielles du Quaternaire et de roches sédimentaires datant pour certaines du Cénozoïque, et pour d'autres du Mésozoïque. La formation la plus ancienne, notée c4b-c, date du Santonien moyen à supérieur, composée de calcaire crayo-glauconieux avec niveaux à huîtres (P. vesicularis), devenant au sommet plus grossier à silex et rudistes (formation de Saint-Félix-de-Reillac), faciès pouvant évoluer vers des sables fins et grès carbonatés à rudistes. La formation la plus récente, notée CFp, fait partie des formations superficielles de type colluvions indifférenciées de versant, de vallon et plateaux issues d'alluvions, molasses, altérites. Le descriptif de ces couches est détaillé dans  les feuilles « no 758 - Périgueux (ouest) » et « no 782 - Mussidan » de la carte géologique au 1/50 000 de la France métropolitaine, et leurs notices associées,.

Carte géologique de Léguillac-de-l'Auche.

#### Relief et paysages
Le département de la Dordogne se présente comme un vaste plateau incliné du nord-est (491 m, à la forêt de Vieillecour dans le Nontronnais, à Saint-Pierre-de-Frugie) au sud-ouest (2 m à Lamothe-Montravel). L'altitude du territoire communal varie quant à elle entre 70 m et 227 m.
Dans le cadre de la Convention européenne du paysage entrée en vigueur en France le 1er juillet 2006, renforcée par la loi du 8 août 2016 pour la reconquête de la biodiversité, de la nature et des paysages, un atlas des paysages de la Dordogne a été élaboré sous maîtrise d’ouvrage de l’État et publié en octobre 2020. Les paysages du département s'organisent en huit unités paysagères et 14 sous-unités. La commune fait partie du Périgord central, un paysage vallonné, aux horizons limités par de nombreux bois, plus ou moins denses, parsemés de prairies et de petits champs.
La superficie cadastrale de la commune publiée par l'Insee, qui sert de référence dans toutes les statistiques, est de 14,31 km2,. La superficie géographique, issue de la BD Topo, composante du Référentiel à grande échelle produit par l'IGN, est quant à elle de 14,66 km2.

### Hydrographie

#### Réseau hydrographique

Réseaux hydrographique et routier de Léguillac-de-l'Auche.

La commune est située dans le bassin de la Dordogne au sein du Bassin Adour-Garonne. Elle est drainée par le Jouis et par divers petits cours d'eau, qui constituent un réseau hydrographique de 10 km de longueur totale,.
Le Jouis, affluent de rive droite de l'Isle, traverse la commune de l'ouest au sud-est sur près de quatre kilomètres, servant de limite territoriale au sud sur un kilomètre et demi face à Saint-Astier.

#### Gestion et qualité des eaux
Le territoire communal est couvert par le schéma d'aménagement et de gestion des eaux (SAGE) « Isle - Dronne ». Ce document de planification, dont le territoire regroupe les bassins versants de l'Isle et de la Dronne, d'une superficie de 7 500 km2, a été approuvé le 2 août 2021. La structure porteuse de l'élaboration et de la mise en œuvre est l'établissement public territorial de bassin de la Dordogne (EPIDOR). Il définit sur son territoire les objectifs généraux d’utilisation, de mise en valeur et de protection quantitative et qualitative des ressources en eau superficielle et souterraine, en respect des objectifs de qualité définis dans le troisième SDAGE  du Bassin Adour-Garonne qui couvre la période 2022-2027, approuvé le 10 mars 2022.
La qualité des eaux de baignade et des cours d’eau peut être consultée sur un site dédié géré par les agences de l’eau et l’Agence française pour la biodiversité.

### Climat
Pour des articles plus généraux, voir Climat de la Nouvelle-Aquitaine et Climat de la Dordogne.
Historiquement, la commune est exposée à un climat océanique aquitain.  
En 2020, Météo-France publie une typologie des climats de la France métropolitaine dans laquelle la commune est exposée à un climat océanique altéré et est dans la région climatique  Aquitaine, Gascogne, caractérisée par une pluviométrie abondante au printemps, modérée en automne, un faible ensoleillement au printemps, un été chaud (19,5 °C), des vents faibles, des brouillards fréquents en automne et en hiver et des orages fréquents en été (15 à 20 jours).
Pour la période 1971-2000, la température annuelle moyenne est de 12,4 °C, avec  une amplitude thermique annuelle de 15,1 °C. Le cumul annuel moyen de précipitations est de 948 mm, avec 11,7 jours de précipitations en janvier et 6,9 jours en juillet. Pour la période 1991-2020, la température moyenne annuelle observée sur la station météorologique la plus proche, située sur la commune de Saint-Martin-de-Fressengeas à 9 km à vol d'oiseau, est de 12,4 °C et le cumul annuel moyen de précipitations est de 1 050,4 mm,. Pour l'avenir, les paramètres climatiques de la commune estimés pour 2050 selon différents scénarios d’émission de gaz à effet de serre sont consultables sur un site dédié publié par Météo-France en novembre 2022.

## Urbanisme

### Typologie
Au 1er janvier 2024, Léguillac-de-l'Auche est catégorisée commune rurale à habitat dispersé, selon la nouvelle grille communale de densité à 7 niveaux définie par l'Insee en 2022.
Elle est située hors unité urbaine. Par ailleurs la commune fait partie de l'aire d'attraction de Périgueux, dont elle est une commune de la couronne,. Cette aire, qui regroupe 49 communes, est catégorisée dans les aires de 50 000 à moins de 200 000 habitants,.

### Occupation des sols
L'occupation des sols de la commune, telle qu'elle ressort de la base de données européenne d’occupation biophysique des sols Corine Land Cover (CLC), est marquée par l'importance des territoires agricoles (69 % en 2018), une proportion sensiblement équivalente à celle de 1990 (69,6 %). La répartition détaillée en 2018 est la suivante : 
zones agricoles hétérogènes (39,1 %), forêts (28 %), terres arables (27,5 %), zones urbanisées (2,9 %), prairies (2,4 %), milieux à végétation arbustive et/ou herbacée (0,1 %). L'évolution de l’occupation des sols de la commune et de ses infrastructures peut être observée sur les différentes représentations cartographiques du territoire : la carte de Cassini (XVIIIe siècle), la carte d'état-major (1820-1866) et les cartes ou photos aériennes de l'IGN pour la période actuelle (1950 à aujourd'hui).

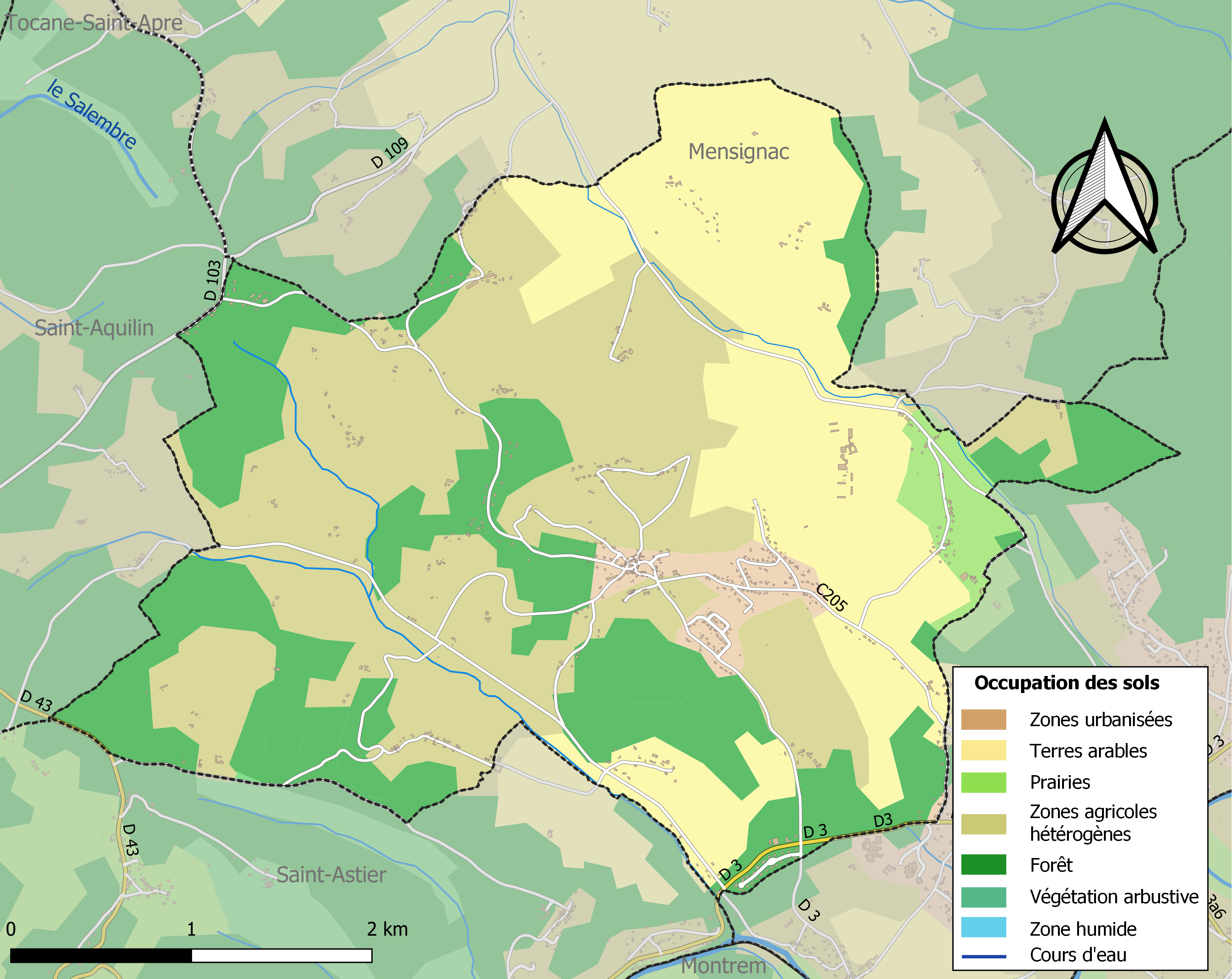
Carte des infrastructures et de l'occupation des sols de la commune en 2018 (CLC).

### Villages, hameaux et lieux-dits
Outre le bourg de Léguillac-de-l'Auche proprement dit, le territoire se compose d'autres villages ou hameaux, ainsi que de lieux-dits :
- Armagnac
- Baby
- le Bas But
- Bel-Air
- Bénivau
- les Biarneix
- Blanchou
- Boudeau
- le But
- Caroly
- Cayot
- la Chabane
- Aux Champs
- les Combes
- la Croix Pintoux
- Crouzet
- la Croze
- Faucherie
- la Faye
- la Font de l'Auche
- la Font Chauvet
- Girondeau
- Glenon
- les Granges
- la Grèzerie
- Jalabrou
- Labat
- Levrault
- Leypine
- Leyterie
- Linard
- le Maine
- Maison Neuve
- Martinie
- les Martres
- le Mas
- la Massoulie
- Merlet
- le Moutot
- les Palissannes
- Pépinie
- Perpezat
- le Petit Moulin
- les Plantes
- Pomerède
- les Pouzes
- Puy le Ciel
- Puychaud
- les Quatre Routes
- les Renaudies
- Sirieix
- le Sol de Dyme
- Taboury
- les Tuilières
- Vaucombes
- Védry
- Veyrièras.

### Prévention des risques
Le territoire de la commune de Léguillac-de-l'Auche est vulnérable à différents aléas naturels : météorologiques (tempête, orage, neige, grand froid, canicule ou sécheresse), feux de forêts, mouvements de terrains et séisme (sismicité très faible). Un site publié par le BRGM permet d'évaluer simplement et rapidement les risques d'un bien localisé soit par son adresse soit par le numéro de sa parcelle.
Léguillac-de-l'Auche est exposée au risque de feu de forêt. L’arrêté préfectoral du 14 mars 2013 fixe les conditions de pratique des incinérations et de brûlage dans un objectif de réduire le risque de départs d’incendie. À ce titre, des périodes sont déterminées : interdiction totale du 15 février au 15 mai et du 15 juin au 15 octobre, utilisation réglementée du 16 mai au 14 juin et du 16 octobre au 14 février. En septembre 2020, un plan inter-départemental de protection des forêts contre les incendies (PidPFCI) a été adopté pour la période 2019-2029,.

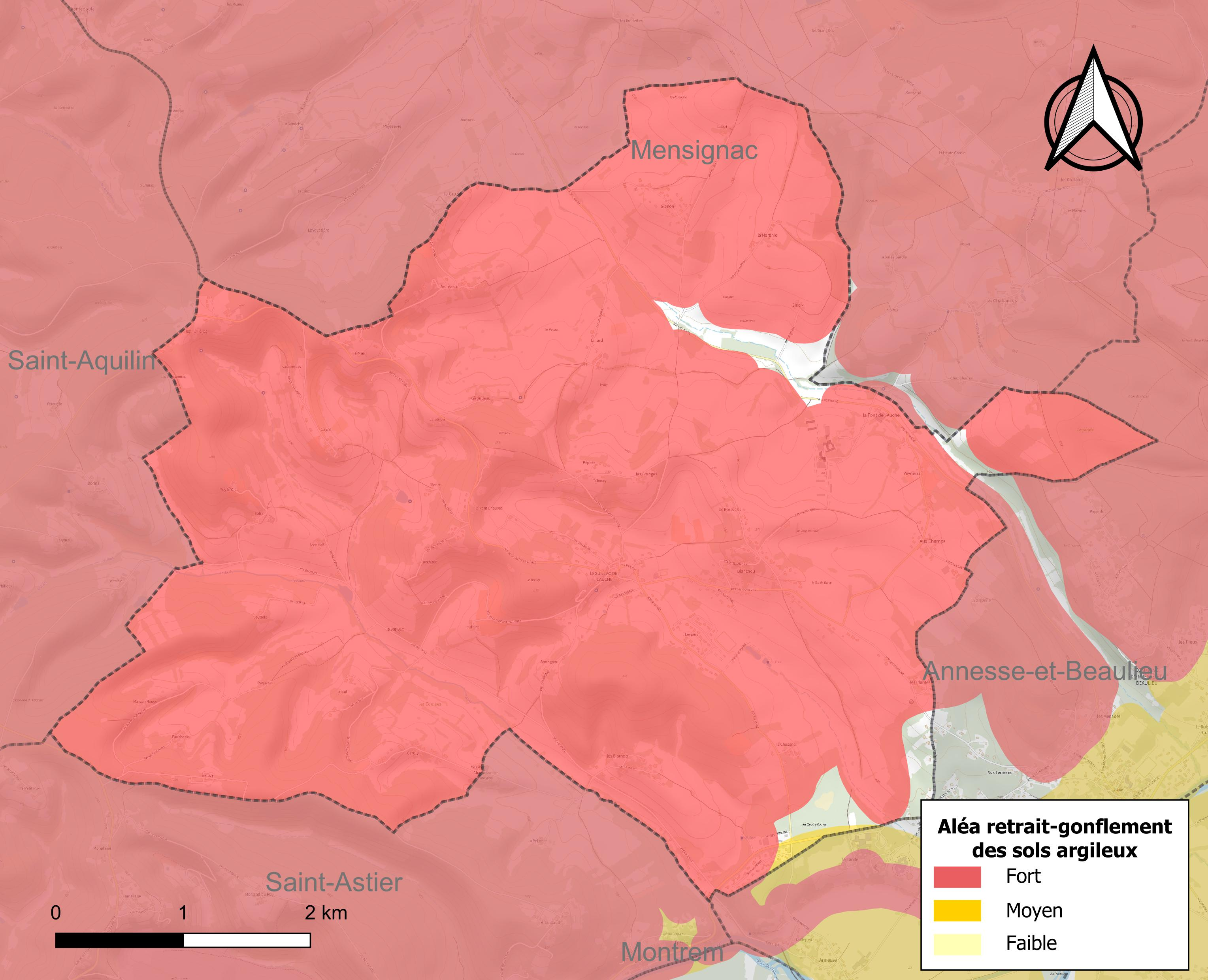
Carte des zones d'aléa retrait-gonflement des sols argileux de Léguillac-de-l'Auche.

Les mouvements de terrains susceptibles de se produire sur la commune sont des tassements différentiels. Le retrait-gonflement des sols argileux est susceptible d'engendrer des dommages importants aux bâtiments en cas d’alternance de périodes de sécheresse et de pluie. 97,4 % de la superficie communale est en aléa moyen ou fort (58,6 % au niveau départemental et 48,5 % au niveau national métropolitain). Depuis le 1er octobre 2020, en application de la loi ÉLAN, différentes contraintes s'imposent aux vendeurs, maîtres d'ouvrages ou constructeurs de biens situés dans une zone classée en aléa moyen ou fort,.
La commune a été reconnue en état de catastrophe naturelle au titre des dommages causés par les inondations et coulées de boue survenues en 1982, 1999, 2018 et 2021, par la sécheresse en 1989, 1992, 2005 et 2011 et par des mouvements de terrain en 1999.

## Toponymie
La plus ancienne mention écrite connue du village date de l'an 1219, sous le nom de parochia (paroisse) de Lagulac. Sont relevés ensuite Lagulhacum en 1289, Lenguilhacum en 1350, « Léguilhac » au XVIe siècle, « L'Aiguillat de Lauche » en 1596 et « Le Guillac, fon de Lauche » au XVIIIe siècle. Sur la carte de Cassini représentant la France entre 1756 et 1789, le village est identifié sous le nom de Layguillac de Lauche. L'Auche est mentionnée beaucoup plus tardivement, en 1471, sous la forme Lauchas, transformée en « Loches » au XVIIIe siècle.
La première partie du nom de la commune, Léguillac, découlerait peut-être d'un personnage gallo-roman non déterminé. Le suffixe -acum, indique un domaine appartenant à une personne. Bien que l'auche soit la francisation de l'occitan auca désignant l'oie, il est bien plus probable qu'ici, son origine dérive de l'occitan « aucho, oucho », représentant des terres défrichées de longue date, proches du village.
En occitan, la commune porte le nom de Lagulhac de l'Aucha.

## Histoire

### Période mérovingienne
Sur la commune de Léguillac-de-l'Auche furent découverts en 1967 deux sarcophages mérovingiens, et un autre squelette sans sarcophage, à même la terre, soit trois squelettes.
Cette exhumation eut lieu entre les lieux-dits Linard et Girondeau, et à un autre endroit, une prairie située sur une colline appelée Béniveau. Cette colline surplombe le site où furent découvertes les sépultures mérovingiennes, un lieu-dit qui ne porte pas de récentes traces d'habitation (il est possible qu'au fil du temps les gens des villages alentour y aient pris les pierres pour reconstruire ailleurs, ou tout simplement, il n'y a jamais eu d'habitation en pierres).
Dans ces sépultures mérovingiennes, on ne découvrit ni arme, ni bouclier, mais il y avait, dans l'un des sarcophages, une boucle de ceinture plaquée or, avec des morceaux de verre brisé incrustés, de différentes couleurs : vert, bleu et rouge. Il y avait aussi trois emplacements vides sur la boucle ; trois morceaux de verre manquaient, le temps n'ayant pas voulu nous faire parvenir cet objet dans son état de perfection d'origine.
Le découvreur, Monsieur Émile (Guy) Moulles, fit cette découverte en labourant pour la première fois le site après l'avoir défriché. Il garda chez lui pendant plus d'une vingtaine d'années cet objet rare avant de le remettre, au début des années 2000, au musée du Périgord, à Périgueux.
À l'époque, en 1967, la télévision était venue sur place pour faire un petit documentaire.
Les os des squelettes furent eux, envoyés dans un laboratoire à Bordeaux, où ils furent datés entre 350 et 450 ans apr. J.-C., époque des premiers chefs mérovingiens, Clodion le Chevelu ou Mérovée, et avant le règne de Clovis.

### Moyen-Âge
En 1219, Grimoard, évêque de Comminges, et ses quatre frères, Guilhem, croisé pour la Terre sainte, Géraud, évêque de Bayonne, Arnaud, chanoine de Saint-Front de Périgueux, et Jean, moine de la Sauve-Majeure, donnent leur maison de Lafaye à la congrégation de La Couronne et à l'ordre de Prémontré pour y installer un prieuré-hôpital,.
Trois moines y fondent un prieuré augustinien (Sancta Maria de la Faia) dépendant de l'abbaye angoumoisine Notre-Dame de La Couronne.

## Politique et administration

### Rattachements administratifs
Dès 1790, la commune de Léguillac-de-l'Auche  a été rattachée au canton de Saint-Astier qui dépendait du district de Perigueux jusqu'en 1795, date de suppression des districts. En 1801, le canton est supprimé et la commune est rattachée au canton de Grignols dépendant de l'arrondissement de Périgueux. Il change de nom et devient le canton de Saint-Astier en 1829, à la suite du transfert du chef-lieu de Grignols vers Saint-Astier.
Lors de l'importante réforme de 2014 définie par le décret du 21 février 2014 et supprimant la moitié des cantons du département, la commune reste attachée au même canton.

### Intercommunalité
Fin 2002, Léguillac-de-l'Auche intègre dès sa création la communauté de communes Astérienne Isle et Vern. Celle-ci disparaît le 31 décembre 2013, remplacée au 1er janvier 2014 par une nouvelle intercommunalité élargie, la communauté de communes Isle Vern Salembre en Périgord.

### Administration municipale
La population de la commune étant comprise entre 500 et 1 499 habitants au recensement de 2017, quinze conseillers municipaux ont été élus en 2020,.

### Liste des maires
| Période                                  | Période         | Identité             | Étiquette | Qualité                            |
| ---------------------------------------- | --------------- | -------------------- | --------- | ---------------------------------- |
| Les données manquantes sont à compléter. |                 |                      |           |                                    |
|                                          |                 |                      |           |                                    |
| ?                                        | mai 1884        | Antoine Rapnouil     |           |                                    |
| mai 1884                                 | avril 1885      | Ernest Jauvinaud     |           |                                    |
| avril 1885                               | (1890 ou après) | Raoul Deshorties     |           |                                    |
|                                          |                 | ?                    |           |                                    |
| (1897 ou avant)                          | 1904            | Justin Bardy         |           |                                    |
| mai 1904                                 | août 1906       | Pierre Arthur Linard |           |                                    |
| août 1906                                | novembre 1906   | Pierre Bouthier      |           | Adjoint faisant fonctions de maire |
| novembre 1906                            | mai 1925        | Pierre Bouthier      |           |                                    |
| mai 1925                                 | mars 1928       | Fernand Laronze      |           |                                    |
| mars 1928                                | mai 1935        | Hilaire Lacombe      |           |                                    |
| mai 1935                                 | ?               | Ephrem Laventure     |           |                                    |
| octobre 1944                             | mai 1945        | Jean Baylet          |           |                                    |
| mai 1945                                 | (1964 ou 1965)  | Pierre Morvan        |           |                                    |
| mars 1965                                | mars 1977       | Jean Dupuy           |           |                                    |
| mars 1977                                | mars 1989       | Maurice Voiry        | DVG       |                                    |
| mars 1989                                | mars 2003       | Michel Berger        |           |                                    |
| avril 2003                               | mars 2008       | Micheline Vergnaud   | DVD       |                                    |
| mars 2008                                | juillet 2020    | Didier Banizette     | PS        | Aide-soignant                      |
| juillet 2020                             | En cours        | Régis Batailler      | PCF       |                                    |

### Jumelages

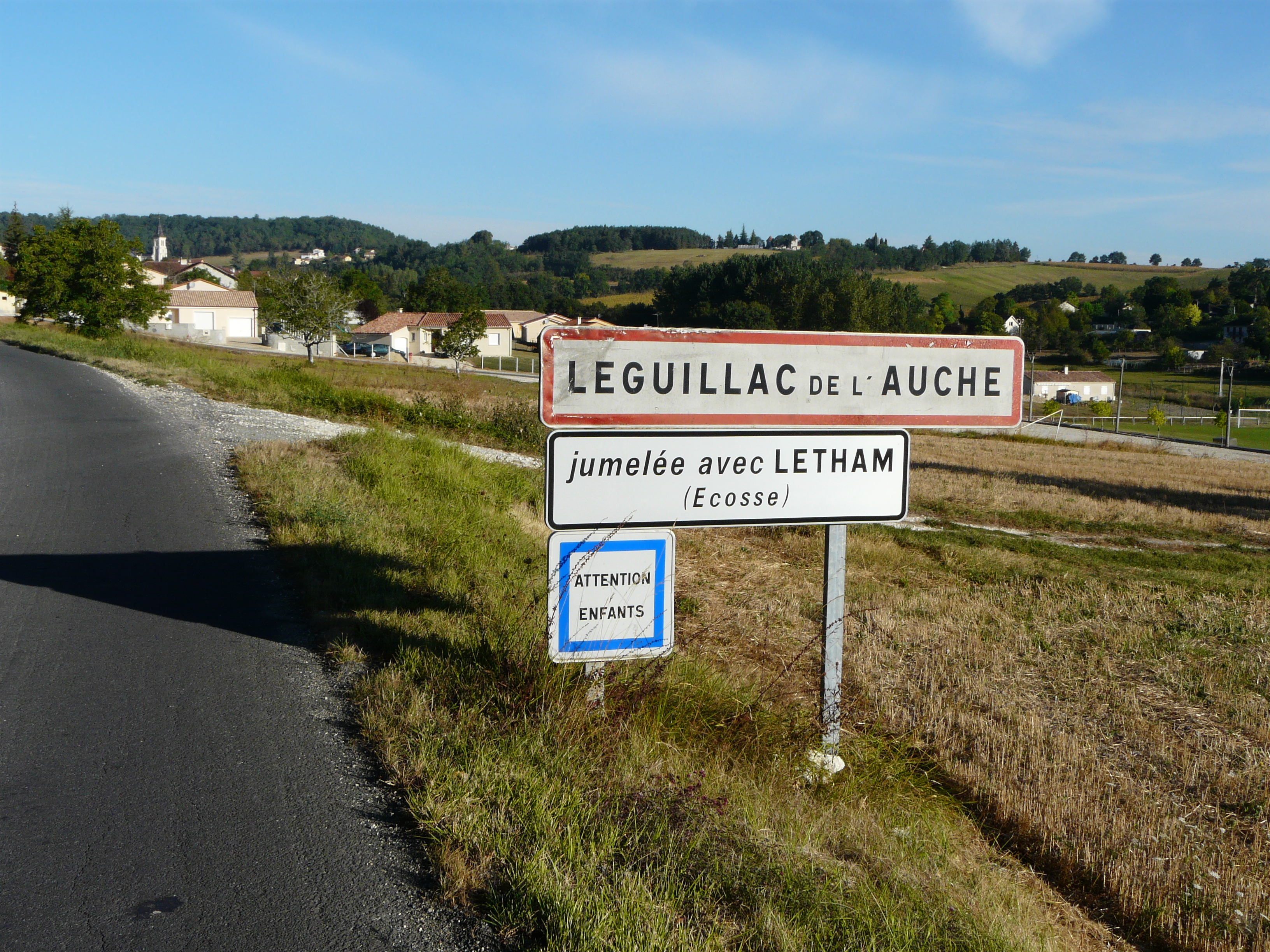
Panneau de jumelage de Léguillac-de-l'Auche.

Letham (Écosse) depuis 2011

## Équipements et services publics

### Enseignement
À la rentrée scolaire 2023, les communes de Léguillac-de-l'Auche et de Saint-Aquilin font partie d'un regroupement pédagogique intercommunal (RPI). Du cours élémentaire 1re année jusqu'au cours moyen 2e année, les élèves sont scolarisés à Léguillac-de-l'Auche, au groupe scolaire Michel-Berger, et les classes de maternelle et de cours préparatoire sont assurées à Saint-Aquilin.

### Justice
Dans le domaine judiciaire, Léguillac-de-l'Auche relève : 
- du tribunal judiciaire, du tribunal pour enfants, du conseil de prud'hommes et du tribunal de commerce de Périgueux ;
- du pôle Nationalité du tribunal judiciaire de Périgueux (compétent uniquement dans le domaine de la nationalité) ;
- de la cour d'appel, du tribunal administratif et de la  cour administrative d'appel de Bordeaux.

## Population et société

### Démographie
L'évolution du nombre d'habitants est connue à travers les recensements de la population effectués dans la commune depuis 1793. Pour les communes de moins de 10 000 habitants, une enquête de recensement portant sur toute la population est réalisée tous les cinq ans, les populations de référence des années intermédiaires étant quant à elles estimées par interpolation ou extrapolation. Pour la commune, le premier recensement exhaustif entrant dans le cadre du nouveau dispositif a été réalisé en 2006.

En 2022, la commune comptait 974 habitants, en évolution de −0,71 % par rapport à 2016 (Dordogne : +0,37 %, France hors Mayotte : +2,11 %).
| 1793 | 1800 | 1806 | 1821 | 1831 | 1836 | 1841 | 1846 | 1851 |
| ---- | ---- | ---- | ---- | ---- | ---- | ---- | ---- | ---- |
| 699  | 589  | 619  | 675  | 650  | 688  | 678  | 684  | 713  |

| 1856 | 1861 | 1866 | 1872 | 1876 | 1881 | 1886 | 1891 | 1896 |
| ---- | ---- | ---- | ---- | ---- | ---- | ---- | ---- | ---- |
| 675  | 701  | 693  | 694  | 676  | 651  | 645  | 629  | 599  |

| 1901 | 1906 | 1911 | 1921 | 1926 | 1931 | 1936 | 1946 | 1954 |
| ---- | ---- | ---- | ---- | ---- | ---- | ---- | ---- | ---- |
| 565  | 539  | 540  | 457  | 446  | 443  | 411  | 398  | 415  |

| 1962 | 1968 | 1975 | 1982 | 1990 | 1999 | 2006 | 2011 | 2016 |
| ---- | ---- | ---- | ---- | ---- | ---- | ---- | ---- | ---- |
| 440  | 383  | 377  | 493  | 635  | 636  | 812  | 945  | 981  |

| 2021 | 2022 | - | - | - | - | - | - | - |
| ---- | ---- | - | - | - | - | - | - | - |
| 981  | 974  | - | - | - | - | - | - | - |

### Manifestations culturelles et festivités
La fête votive de la commune s'effectue sous le patronage de saint Cloud et se tient chaque année sur trois jours, aux alentours du 7 septembre.

## Économie

### Emploi
En 2015, parmi la population communale comprise entre 15 et 64 ans, les actifs représentent 495 personnes, soit 50,1 % de la population municipale. Le nombre de chômeurs (quarante-trois) a légèrement diminué par rapport à 2010 (quarante-quatre) et le taux de chômage de cette population active s'établit à 8,8 %.

### Établissements
Au 31 décembre 2015, la commune compte 54 établissements, dont 31 au niveau des commerces, transports ou services, neuf dans l'agriculture, la sylviculture ou la pêche, six dans la construction, cinq dans l'industrie, et trois relatifs au secteur administratif, à l'enseignement, à la santé ou à l'action sociale.

## Culture locale et patrimoine

### Lieux et monuments
- Château du But, XVe et XVIe siècles[61], propriété privée dans un site inscrit[62].
- Château de la Faye, ancien prieuré, propriété privée.
- Motte féodale de la Redoute.
- Église Saint-Cloud, néoromane du XIXe siècle[38], du bourg qui sonne 100 coups à des heures spécifiques, à 7 heures, 12 heures et 19 heures[réf. nécessaire]. Elle fut élevée sur l'emplacement d'un temple antique dédié à Jupiter[réf. nécessaire].
- Ruines de l'église prieurale Sainte-Marie de La Faye, XIIIe siècle[63].
- Site du Mas.
- La résurgence de la Font de l'Auche, limitrophe du territoire communal, est en fait située sur Mensignac[64]

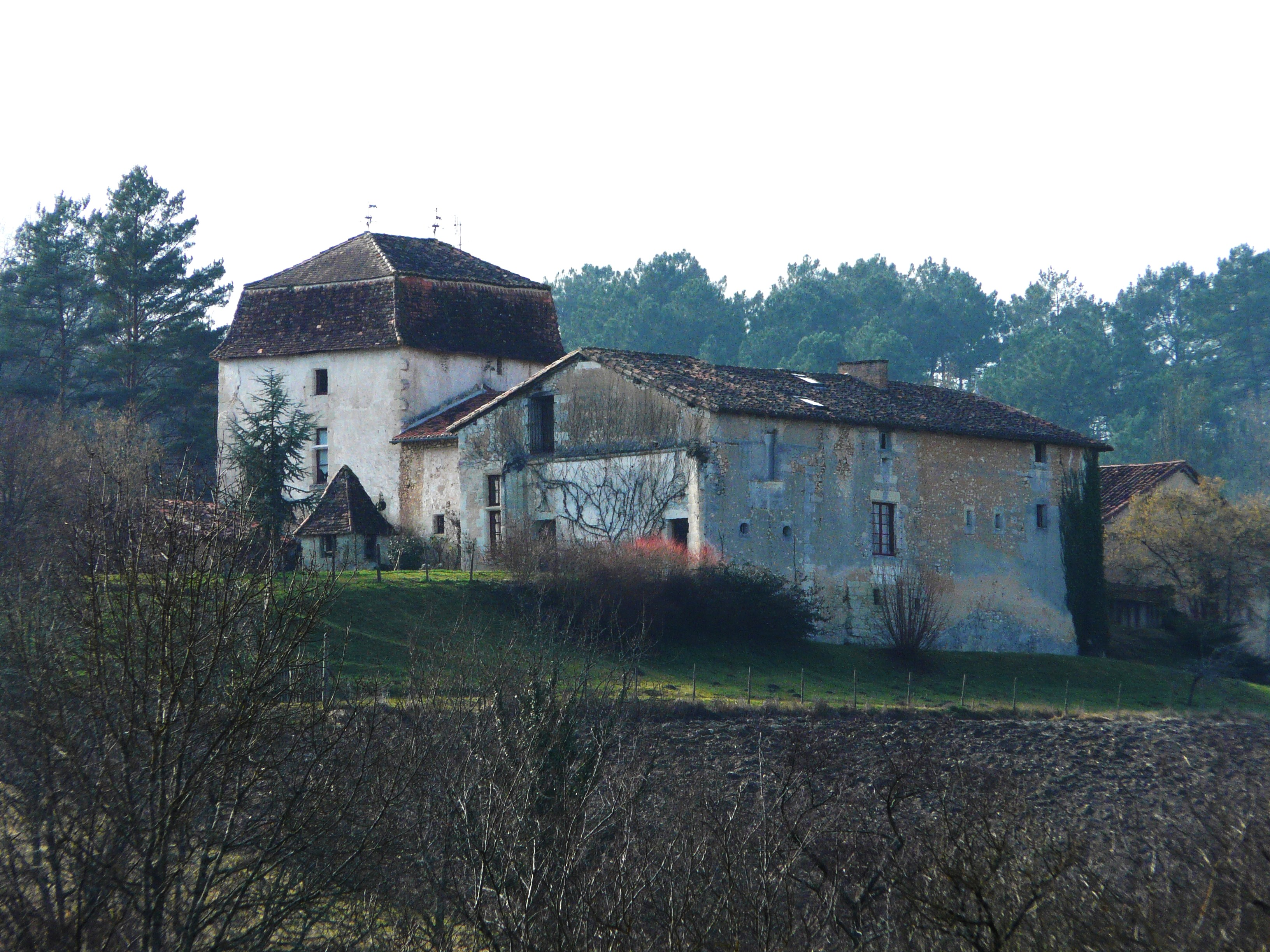
Le château du But.
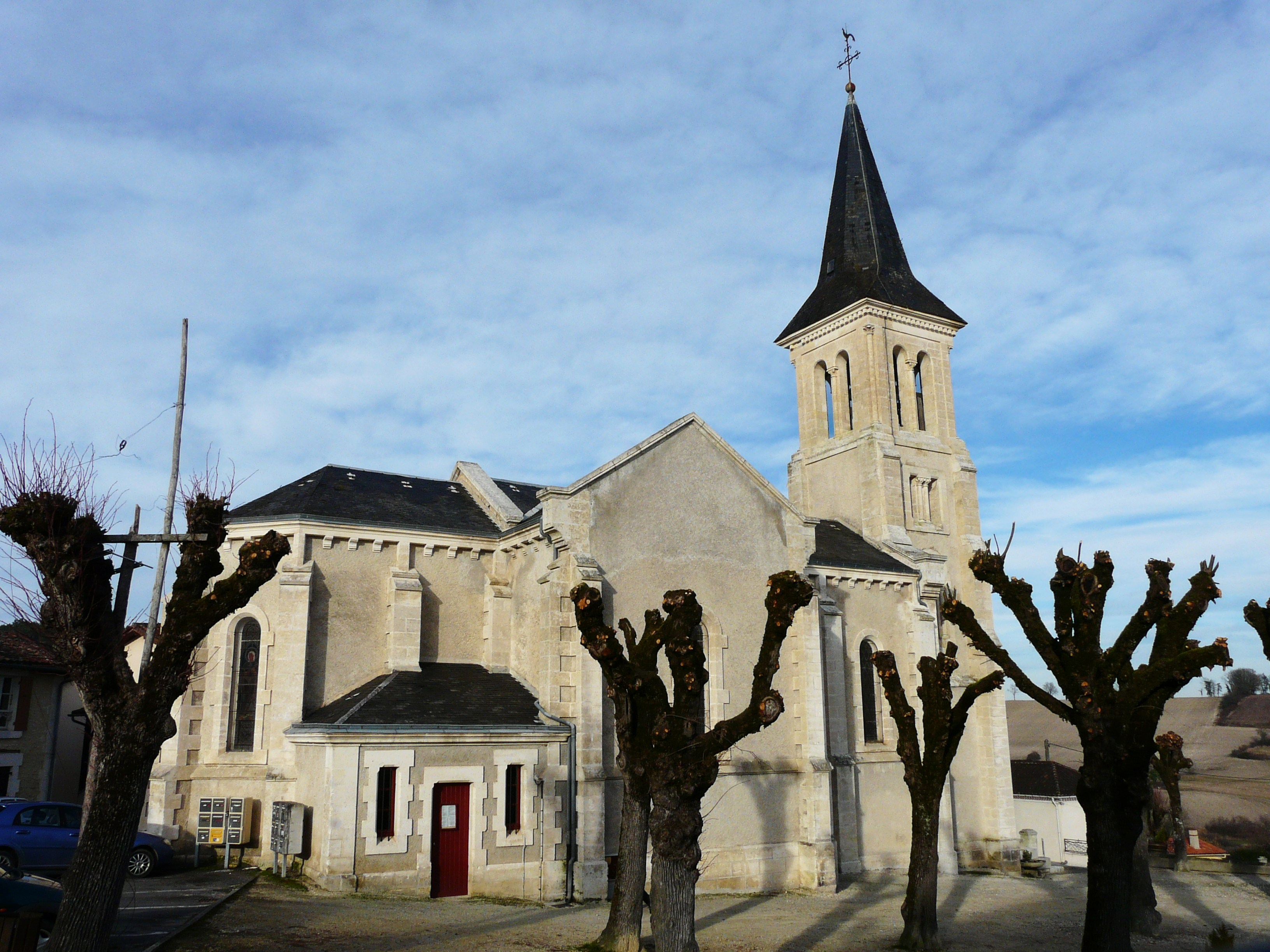
L'église saint-Cloud.
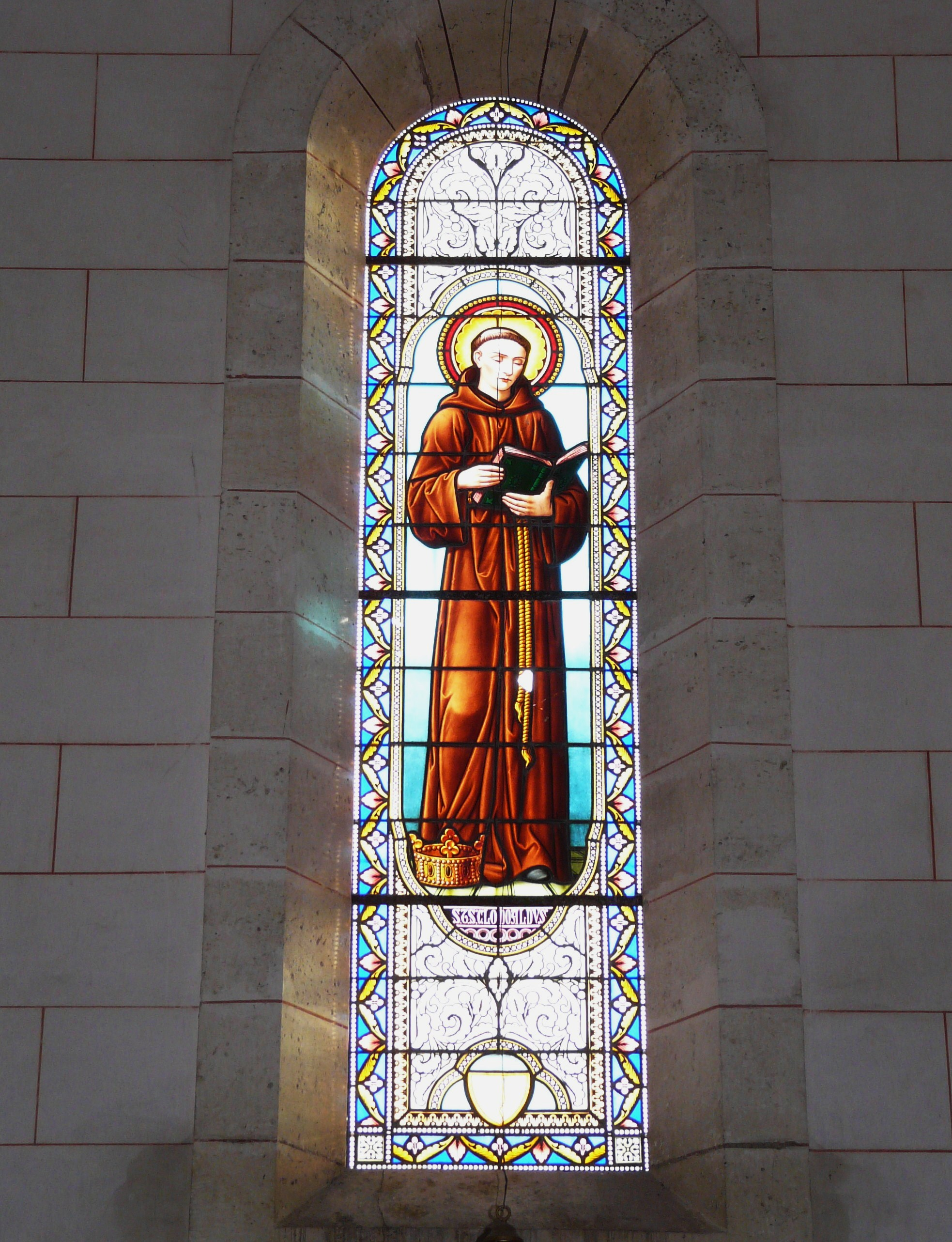
Vitrail représentant saint Cloud.
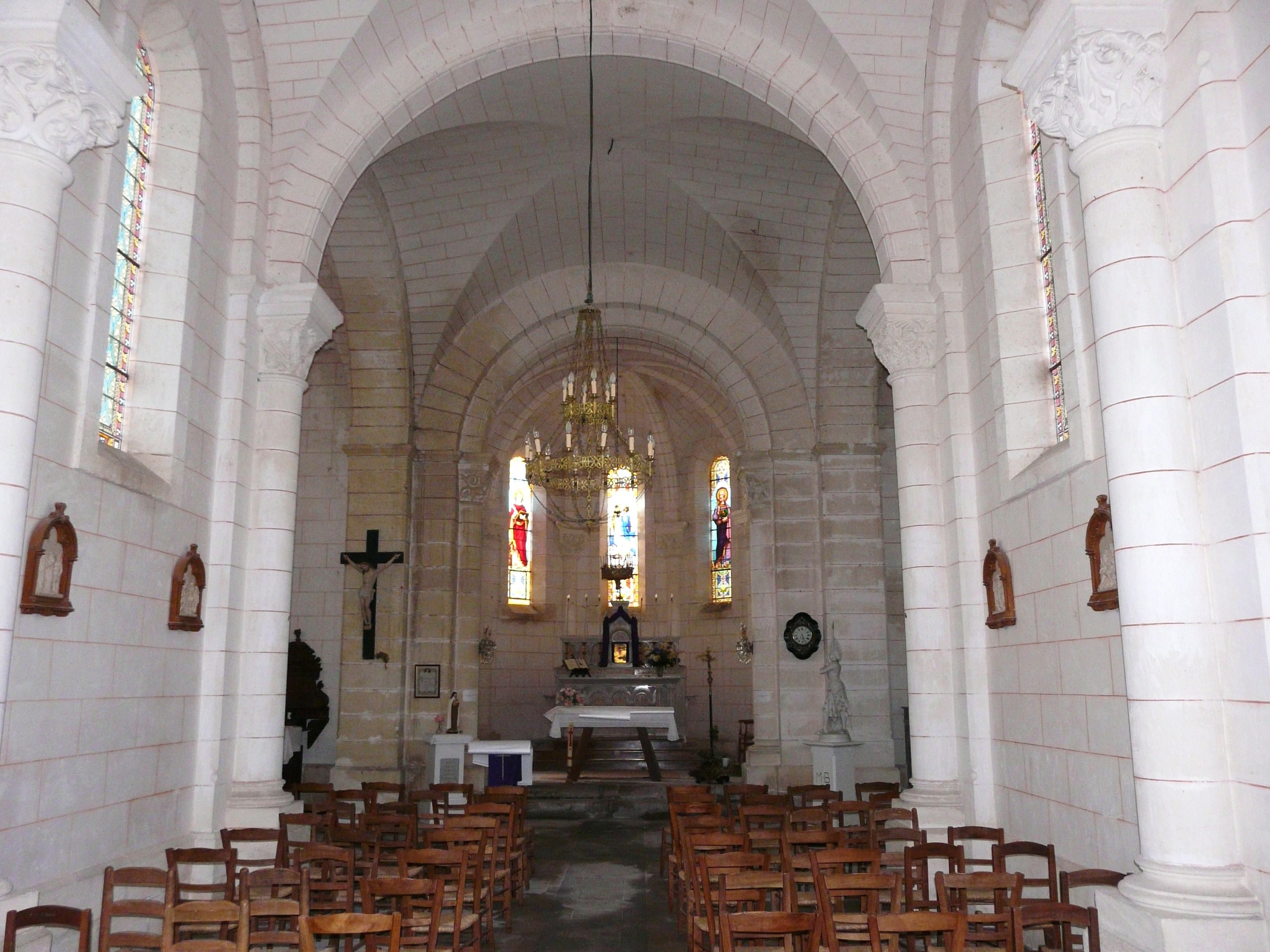
La nef de l'église.
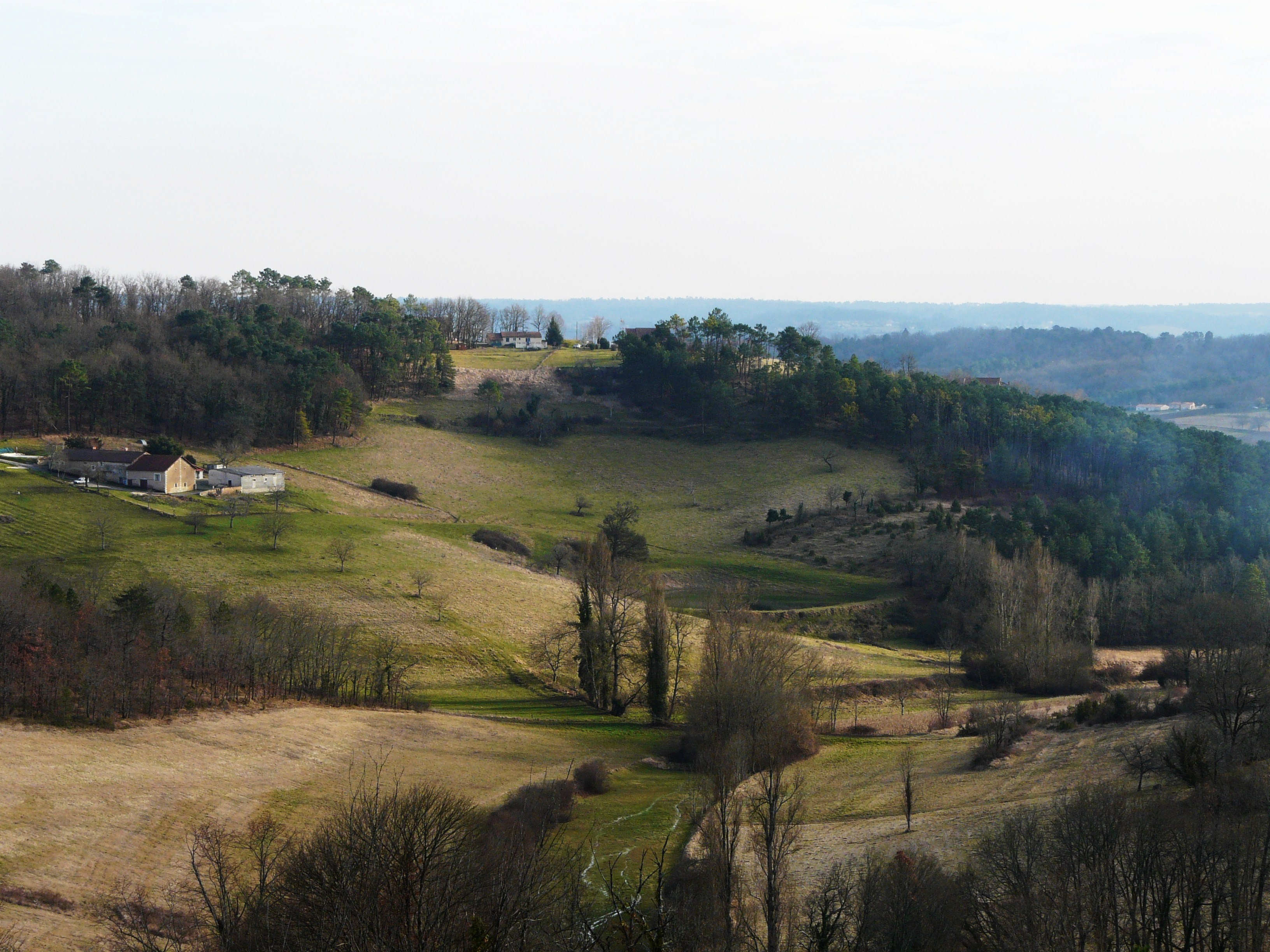
Vue prise depuis le site du Mas.

### Patrimoine naturel

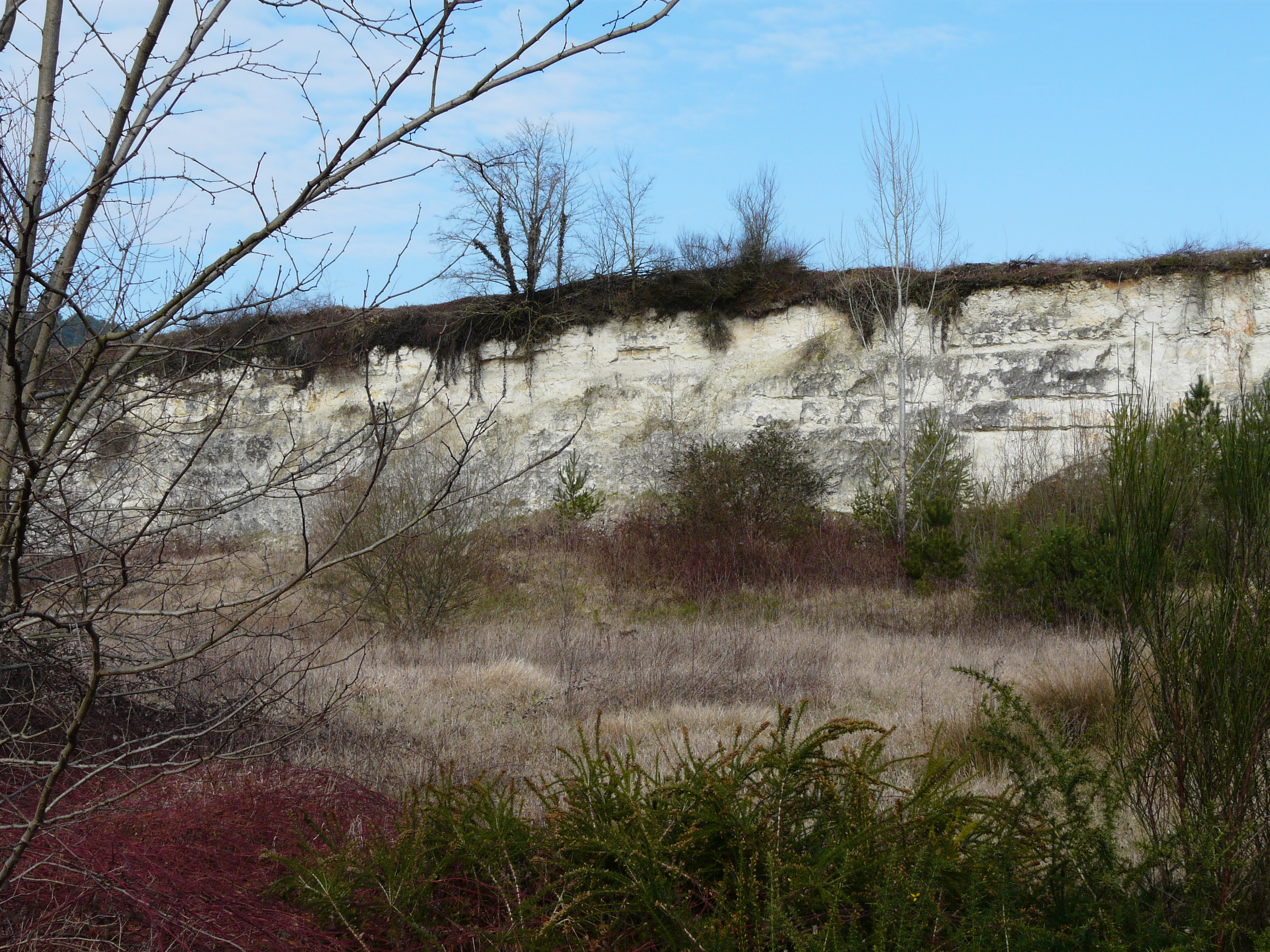
Ancienne carrière à chaux
le long de la vallée du Jouis.

Deux zones de la commune sont classées comme ZNIEFF :
- au sud, la vallée du ruisseau le Jouis (ou le Jouy)[65], notamment bordée par des anciennes carrières d'où l'on extrayait le calcaire pour fabriquer de la chaux,
- au nord-est, la forêt de la Faye[66], massif composé principalement de chênes pédonculés, se trouve en petite partie sur le territoire communal.

## Pour approfondir